# 17 ثيتيس
ثيتيس (أو 17 ثيتيس وفق تسمية الكوكب الصغير) (بالإنجليزية: 17 Thetis)‏ هو كويكب ضمن حزام الكويكبات؛ وهو الكويكب السابع عشر من حيث ترتيب الاكتشاف.
اكتشف روبرت لوثر الكويكب في السابع عشر من أبريل سنة 1852، وأسماه ثيتيس، على اسم إحدى الآلهة وفق الأساطير الإغريقية.